# 石崎珠里
石崎 珠里（いしざき じゅり、2010年2月13日 - ）は、日本の女性アイドル。女性アイドルグループ『RepiDoll』のメンバー。神奈川県出身。Production-I所属。

## 略歴
2019年12月に『こにゃんこ』のメンバーとしてデビュー。
2020年5月に『超音波』に移籍。2021年4月18日をもって脱退した。
同年4月29日に『RepiDoll』結成時のメンバーとして活動することを発表。
所属グループ遍歴
- こにゃんこ（2019年12月 - 2020年3月）
- 超音波（2020年5月 - 2021年4月）
- RepiDoll（2021年4月 - ）

## 人物
趣味は化粧品を集めること。得意気にダジャレを言うことがある。